# عادل شكري
عادل شكري ممثل سوري مواليد سنة 1936 من مدينة حماة. مارس الفن بجميع أنواعه من المسرح ، السينما و الدراما التلفزيونية. عضو في نقابة الفنانين منذ عام 1989.

## أعماله
- الدبور ج2 عام 2011 بدور أبو نادر
- رجال العز (رجالك يا شام)  عام 2011
- البقعة السوداء عام 2010 ضيف العمل
- باب الحارة3 عام 2008 بدورأبو فؤاد أحد أكبر تجار الشام
- أولاد القيمرية عام 2008
- الحصرم الشامي ج2 عام 2008
- جريمة بلا نهاية عام 2007
- جنون العصر عام 2007
- مدينة المعلومات (ج2) عام 2007 بدور أبو نزار
- الزيزفون عام 2006
- الاستاذ عام 2006
- نزار قباني عام 2005
- حديث المرايا عام 2005
- عصر الجنون عام 2004 بدور والد نسرين
- امراة في الظل عام 2003
- حكايا المرايا عام 2002
- عودة غوار: الأصدقاء عام 1999
- أهل وحبايب عام 1999
- الطير عام 1998
- ياقوت عام 1998 بدور الطبيب ابن باجي
- عيلة أكابر عام 1998
- المحكوم عام 1996
- نهاية رجل شجاع عام 1994
- الأمير النبيل

## وفاته
توفي في 28 يونيو 2015 بسكتة قلبية حادة عن عمر يناهز 79.

## روابط خارجية
- عادل شكري على موقع قاعدة بيانات الأفلام العربية